# 溫斯洛鎮區 (阿肯色州華盛頓縣)
溫斯洛鎮區（英語：Winslow Township）是位於美國阿肯色州華盛頓縣的一個行政鎮區。

## 地方資料
溫斯洛鎮區的面積為134.11平方千米，當中陸地面積為133.69平方千米，而水域面積為0.42平方千米。根據2010年美國人口普查的數據，當地共有人口1333人，而人口密度為每平方千米9.94人。